# The Elder Scrolls
The Elder Scrolls（ジ・エルダー・スクロールズ、略称：TES）は、ベセスダ・ゲーム・スタジオが開発し、ベセスダ・ソフトワークスが販売するコンピュータRPGシリーズ。シリーズの特徴として、オープンワールドでの自由なゲームプレイに重点を置いている。特に2002年の第3作目『The Elder Scrolls III: Morrowind』で評価を確立し、以降、第4作『Oblivion』（2006年）、第5作『Skyrim』（2011年）といずれも、複数の機関からゲーム・オブ・ザ・イヤー（GOTY）を受賞している。
シリーズの舞台となるのは架空のファンタジー世界であるタムリエル大陸である。ローマ帝国のような強力な帝国といった中世以前の現実世界の要素に、制限された機械技術、魔法の普及、多くの神話的な生物といった中世ヨーロッパ的なハイファンタジーの要素が組み合わされている。大陸には人間以外にエルフやオーク、ネコやトカゲの人型生物の種族が住んでおり、いくつかの地方に分かれている。ストーリーに共通するテーマは、選ばれた英雄が迫り来る脅威を打倒するために立ち上がる、というものである。また、シリーズタイトルである「エルダースクロール」（Elder Scroll）とは日本語版では「星霜の書」（せいそうのしょ）と訳されるもので、タムリエルの過去・現在・未来のすべてが記されているという特殊な書物（巻物）のことである。
1994年のシリーズ第1作『The Elder Scrolls: Arena』以来、2011年の『The Elder Scrolls V: Skyrim』までメインタイトルとしては5作、これ以外に拡張版やスピンオフ作品が何作か制作されている。2014年にはベセスダの関連会社ゼニマックスの子会社であるゼニマックス・オンライン・スタジオより、初のオンライン版となる『The Elder Scrolls Online』がリリースされている。

## ゲーム内容
「The Elder Scrolls」（ジ・エルダー・スクロールズ）シリーズは、アクションRPGであり、アドベンチャーゲームの要素も含む。初作『アリーナ』は一般的なRPGのように、敵を倒すことで経験値を獲得し、レベルアップして成長していくものであった。しかし、第2作『ダガーフォール』以降は、スキルツリー方式となり、プレイヤーが個性に合わせてスキルを選択していくというものになった。第5作『スカイリム』ではスキルのレベルが上がることで、プレイヤーのレベルも上がるという新しい方式が採用された。これらにより、焦点はキャラクターの作成から、成長によるロールプレイ（役割）に変化した。また、ゲームエンジンの拡張性から専用開発ソフト『The Elder Scrolls Construction Set』（CS）を用いたMOD開発も容易となった。
本シリーズは一般的なRPGとは異なるゲーム体験を重視しており、ゲームメディア『Joystiq』はベセスダ社とバイオウェア社を比較して、前者が「美しい表現と自由な冒険」に焦点を当てているのに対し、後者は戦闘システムとモジュルール式のアーキテクチャに焦点があると論じている。

## シリーズの歴史
| 1994 | The Elder Scrolls: Arena                          |
| 1995 |                                                   |
| 1996 | The Elder Scrolls II: Daggerfall                  |
| 1997 | An Elder Scrolls Legend: Battlespire              |
| 1998 | The Elder Scrolls Adventures: Redguard            |
| 1999 |                                                   |
| 2000 |                                                   |
| 2001 |                                                   |
| 2002 | The Elder Scrolls III: Morrowind                  |
| 2002 | The Elder Scrolls III: Tribunal                   |
| 2003 | The Elder Scrolls III: Bloodmoon                  |
| 2003 | The Elder Scrolls Travels: Stormhold              |
| 2004 | The Elder Scrolls Travels: Dawnstar               |
| 2004 | The Elder Scrolls Travels: Shadowkey              |
| 2005 |                                                   |
| 2006 | The Elder Scrolls IV: Oblivion                    |
| 2006 | The Elder Scrolls Travels: Oblivion               |
| 2006 | The Elder Scrolls IV: Knights of the Nine         |
| 2007 | The Elder Scrolls IV: Shivering Isles             |
| 2008 |                                                   |
| 2009 |                                                   |
| 2010 |                                                   |
| 2011 | The Elder Scrolls V: Skyrim                       |
| 2012 | The Elder Scrolls V: Dawnguard                    |
| 2012 | The Elder Scrolls V: Hearthfire                   |
| 2012 | The Elder Scrolls V: Dragonborn                   |
| 2013 |                                                   |
| 2014 | The Elder Scrolls Online                          |
| 2015 |                                                   |
| 2016 | The Elder Scrolls V: Skyrim – Special Edition     |
| 2017 | The Elder Scrolls: Legends                        |
| 2017 | The Elder Scrolls V: Skyrim VR                    |
| 2017 | The Elder Scrolls Online: Morrowind               |
| 2018 | The Elder Scrolls Online: Summerset               |
| 2019 | The Elder Scrolls Online: Elsweyr                 |
| 2020 | The Elder Scrolls: Blades                         |
| 2020 | The Elder Scrolls Online: Greymoor                |
| 2021 | The Elder Scrolls Online: Blackwood               |
| 2021 | The Elder Scrolls V: Skyrim – Anniversary Edition |
| 2022 | The Elder Scrolls Online: High Isle               |
| 2023 | The Elder Scrolls Online: Necrom                  |
| 2023 | The Elder Scrolls: Castles                        |
| 2024 | The Elder Scrolls Online: Gold Road               |
| 未定 | The Elder Scrolls VI                              |

### 前史
1986年に設立された開発元のベセスダは、エルダースクロールズシリーズ以前は主にスポーツとアクションを専門としていた。1994年のシリーズ初作『アリーナ』の開発まで、6年の間、ベセスダは10本のゲームを製作し、このうち6件はホッケーやバスケットボールといったスポーツゲームであり、それ以外は翻案作品（主にターミネーターシリーズ）であった。
このような製作方針は、同社がアクションロールプレイングゲームの開発に着手した時に急激に変わった。デザイナーのテッド・ピーターソンは当時を振り返って、当時のRPGのパイオニアであったウィザードリィ（当時は『ウィザードリィ7』）のサーテックの社員と話していた際、ベセスダがRPGを作り始めたと知って文字通り笑われたと回顧している。
ピーターソンは「中世スタイルの剣闘士ゲーム」をモチーフとした『アリーナ』の初期デザイナーの1人として、ビジェイ・ラクシュマンと協力した。

### 第1作：Arena（アリーナ）
開発チームに新たにジュリアン・ルフェイが加わった。ピーターソンによれば彼がシリーズの初期開発の陣頭指揮を執ったという。
ピーターソン、ラクシュマン、ルフェイの3人は、テーブルトークRPGの長年の愛好者であり、物語の舞台となる世界タムリエルの構築に大きな影響を与えている。
彼らはまたルッキンググラス・スタジオの『ウルティマ・アンダーワールド』シリーズのファンでもあり、初作『アリーナ』の開発で影響を受けた。
当初『アリーナ』はRPGではなかった。プレイヤーは戦士のチームの一員として世界を旅し、各地のアリーナ（闘技場）で敵チームと対戦してトーナメントを制し、最終的に首都インペリアル・シティにてグランド・チャンピオンを目指すというゲームであった。
このような本筋以外にサブクエストも用意していたが、開発が進むにつれ、次第にサイドクエストの重要性が増し、逆にメインのトーナメントの重要性は減っていった。
そこでRPG要素が追加されることとなり、アリーナ以外の都市や、都市外のダンジョンも作り込まれた。
最終的にはトーナメント要素を完全に排除し、クエストとダンジョンに焦点を当て、「本格的なRPG」とすることが決定された。
この結果、アリーナでの戦闘もすべて削除されたが、既に商材は印刷済みであったために、当初タイトル通りに『The Elder Scrolls: Arena』（ジ・エルダー・スクロール：アリーナ）としてリリースされた。シリーズ名となった「The Elder Scrolls」はラクシュマンが思いついた名前で、当初は具体的なものではなかった。これは日本語で「星霜の書」の意味であり、最終的にゲーム上に登場する「タムリエルの過去・現在・未来が記された神秘的な書物（巻物）」となった。
これに応じてゲームの最初のナレーションも変更され、「それはエルダー・スクロール（星霜の書）で予言されていた――」と始まる形になった。
『アリーナ』は1993年のクリスマス商戦には間に合わず、結果として1994年の第1四半期でのリリースとなった。これはベセスダのような小さな開発・販売会社としては致命的な失敗であった。さらに露出度の高い女戦士が描かれたパッケージが小売店の懸念を招き、当初の流通量はわずか2万本に留まった。クリスマス商戦を逃し、会社を危機に陥れたことを開発チームは後悔したが、ゲームは口コミで評判が広まり、売上は毎月伸び続けた。
バグが残っていたり、使用機器への厳しい動作要件にもかかわらず、本作はカルト的なヒットとなった。
この成功に対する評価は「控えめなもの」から「大仰なもの」まで様々だった。
それでもゲーマーの支持を集め続けた。ゲーム史家のマット・バートンは、「このゲームはこのタイプのRPGの新たな基準を打ち立て、革新の余地がいまだ残っていることを証明した」と評した。

### 第2作：Daggerfall（ダガーフォール）
2作目『The Elder Scrolls II: Daggerfall』（ジ・エルダー・スクロールズ2：ダガーフォール）は、前作『アリーナ』のリリース直後から始まった。
リード・ゲーム・デザイナーはピーターソンが担当した。
『ダガーフォール』のプロットは『アリーナ』ほど陳腐ではなく、「複数の解決に至る複雑な一連の冒険」であった。
この作品において成長システムが変更され、役割を踏襲するロールプレイによって成長ポイントが得られるシステムに変更された。
キャラクター生成エンジンも改良され、GURPSの影響を受けて、独自のスキル割当もある自作のクラスを作成できるシステムも搭載された。
開発エンジンは、初の3Dエンジンの1つであるXnGineエンジンが用いられた。マップは自動生成式であり、フィールドの広さはイギリス（GB）とほぼ同じ大きさを実現し、1万5千の町と75万人の人口があった。
創作にあたっては、当時ピーターソンやジュリアン・ルフェイが読んだり、遊んだりしていた文学やゲーム、デュマの『鉄仮面』や『ヴァンパイア:ザ・マスカレード』などの影響を受けている。
そして1996年8月31日に『ダガーフォール』はリリースされた。
前作と同様に初期バージョンはいくつかのバグが残り、消費者に不満を持たれた。
これら初期の不具合は後のバージョンで修正された。この経験から、以降のゲームのリリーススケジュールについてはより慎重となった。

### スピンオフ：Battlespire（バトルスパイア）とRedguard（レッドガード）
『ダガーフォール』のリリース後、ベセスダはメインの続編となる『モロウィンド』以外に、『An Elder Scrolls Legend: Battlespire』（アン・エルダー・スクロールズ：バトルスパイア）と『The Elder Scrolls Adventures: Redguard』（ジ・エルダー・スクロールズ・アドベンチャー：レッドガード）の2作のスピンオフ作品の合計3プロジェクトを同時に開始した。このうち、まず『バトルスパイア』が1997年11月30日にリリースされた。
『バトルスパイア』は当初『ダガーフォール』の拡張パックとして企画され、タイトルも『Dungeon of Daggerfall: Battlespire』（ダンジョン・オブ・ダガーフォール：バトルスパイア）であった。しかし、独立したゲームとして再設計され、スピンオフ作品としてリリースされるに至った。この作品はダンジョン探索に重点が置かれており、さらにプレイヤー同士のデスマッチ形式によるマルチプレイヤー要素が盛り込まれていた。この試みは2014年に『オンライン』がリリースされるまで本作がシリーズ唯一であった。
次に1998年10月31日にリリースされたのが『レッドガード』であった。
この作品は『トゥームレイダー』、『プリンス・オブ・ペルシャ』、『ウルティマ』シリーズに影響を受けたアクションアドベンチャーゲームであった。
『レッドガード』は他のシリーズ作品と異なり、プレイキャラクターのエディット機能がなく、固有の主人公である「レッドガードのサイラス」を操作する。
これらスピンオフ2作は、シリーズのファンから酷評された。『ダガーフォール』の広大なオープンフィールドに対して、これら作品のマップは小さすぎた。ベセスダは、こうした大きな世界での冒険を望むプレイヤーの要望に注意し、次作の開発に注力した。

### 第3作：Morrowind（モロウィンド）
シリーズ3作目『The Elder Scrolls III: Morrowind』（ジ・エルダー・スクロールズ3：モロウィンド）は、前作『ダガーフォール』の開発中には企画が始まっていた。
当初の計画では、モロウィンド地方全体を舞台とし、同地を統べる5つのダンマーの大家（Great Houses）すべてが関わるものであったが、当時の技術では大きすぎて実装は難しいと判断された。その結果、リリース時は、舞台はモロウィンドの一地方であるヴァーデンフェル島のみとなり、大家の数も3つとなった。XnGineは廃止され、代わりにNumerical Design LimitedのGamebryoが採用された。GamebryoはDirect3Dを搭載したエンジンで、変換、クリッピング、ライティング機能、32ビットテクスチャ、スケルトン・アニメーションを備えていた。
ゲーム内のオブジェクトは、『ダガーフォール』のようなランダムなアルゴリズムで自動生成するのではなく、手作業で作成することになった。これは『レッドガード』で用いられた手法であった。
製作には「100人年（1200人月）近く費やした」という。スタッフを3倍に増やし、特に最初の1年間は専用開発ソフトである『The Elder Scrolls Construction Set』（CS）の開発に費やした。このソフトによって開発スタッフはゲームバランスを取りやすくなり、修正の際も大掛かりなものではなく、細かな変更が可能となった。
『ダガーフォール』のリリース後に退社していたテッド・ピーターソンは、ゲーム内資料の執筆者や劇中世界内の伝承などに関するコンサルタントとして復帰した。
PC版は2002年4月23日までに出荷可能状態となり、北米では5月1日に発売された。また、Xbox版は6月7日に発売された。
1月3日に、ベセスダはゲーム販売会社であるフランスのユービーアイソフトに、ヨーロッパにおける販売・管理権を与えたと発表した。これは『モロウィンド』のほか、ベセスダの8作品が含まれていた。
2003年11月6日には拡張パック『The Elder Scrolls III: Tribunal』（ジ・エルダー・スクロールズ3：トリビュナル）がリリースされた。
この作品では自己完結した城壁都市モーンホールドが新たに追加され、既存のモロウィンドの土地からテレポートで行き来できるようになる。
この拡張パックの開発は、本編のリリース直後から始まり、開発期間はわずか5ヶ月であったことを意味する。しかし、専用開発ソフト『CS』の存在によってチームは迅速にコンテンツや機能を新規追加することができた。
拡張パックのリリースに伴い、インターフェイスの改善も図られ、特にジャーナル・システムのオーバーホールは、重要な目標の1つであった。
2004年6月6日には2つ目の拡張パック『The Elder Scrolls III: Bloodmoon』（ジ・エルダー・スクロールズ3：ブラッドムーン）がリリースされた。
この拡張パックの企画は、『トリビュナル』のリリース以来、進められていたものであった。
この作品では極寒のソルスセイム島が追加され、プレイヤーは同島に駐留する兵士たちの不安を調査するため派遣される。

### 第4作：Oblivion（オブリビオン）
第4作『The Elder Scrolls IV: Oblivion』（ジ・エルダー・スクロールズ4：オブリビオン）の開発は前作『モロウィンド』リリース後の2002年から始まった。
本作は2006年3月21日にXbox 360版とPC版がリリースされ、販売にあたってはベセスダとテイクツー・インタラクティブの子会社2K Gamesによる共同販売という形が取られた。
物語はタムリエル大陸の中心地で、帝国首都インペリアル・シティがあるシロディール地方を舞台とする。そしてシロディール各地で異次元世界オブリビオンとのポータルが開き、デイドラの大群が攻めてくるという「オブリビオン・クライシス（オブリビオン動乱）」と呼ばれる出来事が物語の中心となる。
開発スタッフたちはより緊密なストーリーを展開し、より発展したキャラクター、プレイヤーやゲーム世界の情報にアクセスしやすくすることに充填を置いた。
その他の特徴として、改善されたAI、向上した物理演算、改良されたグラフィックが挙げられる。
また、本作の地形は過去作よりも複雑で現実的な風景を実現したが、これらはプロシージャル（手続き型）コンテンツ作成ツールの開発・導入で行われており、開発スタッフの負担は少なかった。
拡張パックとして2006年に『ナイツ・オブ・ザ・ナイン』（九大神の騎士）、2007年に『シヴァリング・アイルズ』の2作がリリースされた。前者は作中で信仰される九大神が与えたという聖戦士のアイテムを手に入れるイベントを追加するものである。後者は狂気を司るデイドラの大公シェオゴラスをテーマとし、オブリビオン内の彼の領地であるシヴァリング・アイルズを冒険する。
2025年4月23日にリマスター版がリリースされた（『The Elder Scrolls IV: Oblivion Remastered』、オブリビオン・リマスター）。
アセットがすべて作り直され、機能追加や改修などリメイクと呼べるほどの変更が入っていたが、コア部分はオリジナルを踏襲しているとして「リマスター版」とした、としている。

### 第5作：Skyrim（スカイリム）
2010年8月にベセスダの開発リーダーであるトッド・ハワードはシリーズの最新作を開発中だと発表した。構想自体は前作『オブリビオン』リリース後から練られていたものの、本格的な開発は2008年の『Fallout 3』リリース後から始まった。
第5作『The Elder Scrolls V: Skyrim』（ジ・エルダー・スクロールズ5：スカイリム）は、2011年11月11日にリリースされ、幅広い批評家から高い評価を受けた
。ゲームの舞台は、現実のスカンジナビア地域を模したタムリエル北部のスカイリム地方であり、今までのシリーズからは約200年後となる。プレイヤーは初代皇帝と同じドラゴンボーンの力が発現した主人公を操作し、復活した「世界を喰らうもの」の異名を持つ伝説の竜アルドゥインと戦う。
2012年には拡張版として『Dawnguard』（ドーンガード）、『Hearthfire』（ハースファイア）、また新規マップを含む大型拡張として『Dragonborn』（ドラゴンボーン）の3作がリリースされた。『ドーンガード』では吸血鬼と吸血鬼ハンター組織「ドーンガード」の戦いに関する新規クエストが追加された。『ハースファイア』は自宅作成と養子システムが追加されるというものである。『ドラゴンボーン』は、かつて『ブラッドムーン』で舞台となったソルスセイム島が新規追加され、ヴァーデンフェル島の噴火によって荒廃した同島が舞台となる。世界支配を企む蘇った古代のドラゴンボーンであるミラークや、知識を司るデイドラの大公ハルメアス・モラをテーマとする。
2016年10月28日には公式拡張版3作を同梱し、システムやグラフィックのオーバーホールを行った『The Elder Scrolls V: Skyrim Special Edition』（スカイリムSE版）がリリースされた。
また2017年11月17日にはPlayStation 4版としてVR操作で遊ぶ『Skyrim VR』（スカイリムVR版）、2018年6月10日にはAmazon Alexa版として音声操作で行う『Skyrim: Very Special Edition』（スカイリムVSE版）がリリースされた。

### オンライン版
2012年5月3日、シリーズのオンライン版が開発中であると発表された。そして2014年4月4日にWindows及びmacOS向けに、『The Elder Scrolls Online』（ジ・エルダー・スクロールズ・オンライン）がリリースされた。当初はコンシューマー版（Xbox One、PlayStation 4）が 2014年6月にリリースされる予定であったが延期され、これは2015年6月9日にリリースされた。
本作の舞台は、これまでのシリーズよりはるか昔（『スカイリム』から約1000年前、『アリーナ』から『オブリビオン』の時間軸では約800年前）のタムリエルであり、行ける地方は複数ある。

### スピンオフ：Blades （ブレイズ）
2018年のElectronic Entertainment Expo（E3）においてハワードは、スマートフォン向けの1人称視点アクションRPG『The Elder Scrolls: Blades』（ジ・エルダー・スクロールズ：ブレイズ）を開発中であると発表した。当初は2018年第3四半期リリース予定であったが、延期され2019年3月27日となった（早期アクセス版）。対応OSはAppleとAndroid。ゲームの舞台は『スカイリム』の少し前にあたり、プレイヤーは帝国とサルモールの戦争によって壊滅した皇帝直属部隊「ブレイズ」の残党として行動する。
また、2023年9月28日には『Fallout Shelter』を踏襲した『The Elder Scrolls:Castles』がAndroid向けにリリースされた。

### 6作目
2018年のE3において『Starfield』（2023年リリース）と共に、TESシリーズの次回作として『VI』が製作準備段階に入っていると広報された。

## 世界設定
The Elder Scrollsの舞台は、現実世界の文化的要素を踏まえて構築されたハイファンタジー世界である:138。
一般的なハイファンタジー作品と同様に、シリアスなトーンで壮大なスケールを持ち、超自然的な存在、あるいは邪悪な力に対抗する大きな戦いをテーマにしている。登場する種族には、人間、オーク、エルフといった定番のものから、トカゲのようなアルゴニアンや、ネコのようなカジートといった珍しいものもいる。あるいは滅びた種族ドゥーマーは、通称「ドワーフ」と呼ばれるが、創作で一般的な穴を掘って冶金や石工に長けているという設定ではなく、蒸気機関を用いた高度な機械文明を築いていたエルフの一種となっている。
また、ハイファンタジーでよく見られるように、魔法や神話的な生き物、政治意図を持った様々な派閥、城壁に囲まれた中世的な都市や拠点、予言や伝説（伝承）に基づいたプロットなどがよくある
本シリーズは豊富な伝承（書物）や舞台背景、バックストーリーなど、細部へのこだわりがあることで知られているが、作中に全知全能の語り手は登場しない。伝承はあくまでその世界の住人である学者らによって叙述されたという形式をとり、彼らの偏見や憶測が含まれているという設定になっている。その情報の真偽は明示されず、プレイヤーは自分なりの解釈を行うことが推奨され、史学研究のように検証するファン・コミュニティも存在する。開発者は「聖典」によってファンによる説を否定したり、覆すことは避けている。また、前日談となるような作品においては相互排他的なマルチエンディングを導入することで、矛盾を意図的に生じさせており、魔法によるパラドックスなどと説明されている。
伝承が意図的に矛盾していたり、曖昧になっていることもあり、その真偽の判断はプレイヤーに委ねられている。例えばプレイヤーは、予言されていた英雄として振る舞うこともできるし、それを否定したロールプレイングをすることも可能である。
シリーズ第1作目の『アリーナ』では伝承はほぼ登場せず、後のシリーズを特徴付ける多くの要素が欠けていた。
次作『ダガーフォール』において神々と神話に関する手の込んだ設定が導入された。
こうした練られた伝承は、拙いと批判された『アリーナ』の文章を改善したいという欲求から生まれたものであった。
『ダガーフォール』後、デザイナーたちは歴史や宗教の設定がまだ甘いと気付き、さらに盛り込むことに注力した。
こうして創作された世界設定はグノーシス主義の影響を受けている。
本シリーズにおいては相反する創世神話があり、1つは神々の一部が騙されて人間の世界を創世し、その一部を放棄したとする。これらの神々はエイドラと呼ばれる慈悲深い神とみなされ、九大神として篤い信仰を受ける。他方ではデイドラとして知られる悪魔的な神々を信仰する神話体系も存在し、彼らは強大な力を持って別次元の空間オブリビオンに存在する。
個々のデイドラは必ずしも邪悪ではないが、人間に協力的でも共感性に欠けるように描かれることが多い。
シリーズの主要な舞台は、惑星ニルンにあるタムリエル大陸である。
ゲームでは他にもこの惑星に大陸が存在することは明かされているが（ヴィール、ヨクダ、アトモラ）、現在はタムリエルと交流がないために、それにまつわる書物や情報もなく、不明なままである。また、例外的に『オブリビオン』の一部や、またその拡張版『シヴァリング・アイルズ』（SI）の全体は、別次元オブリビオンが舞台である 。

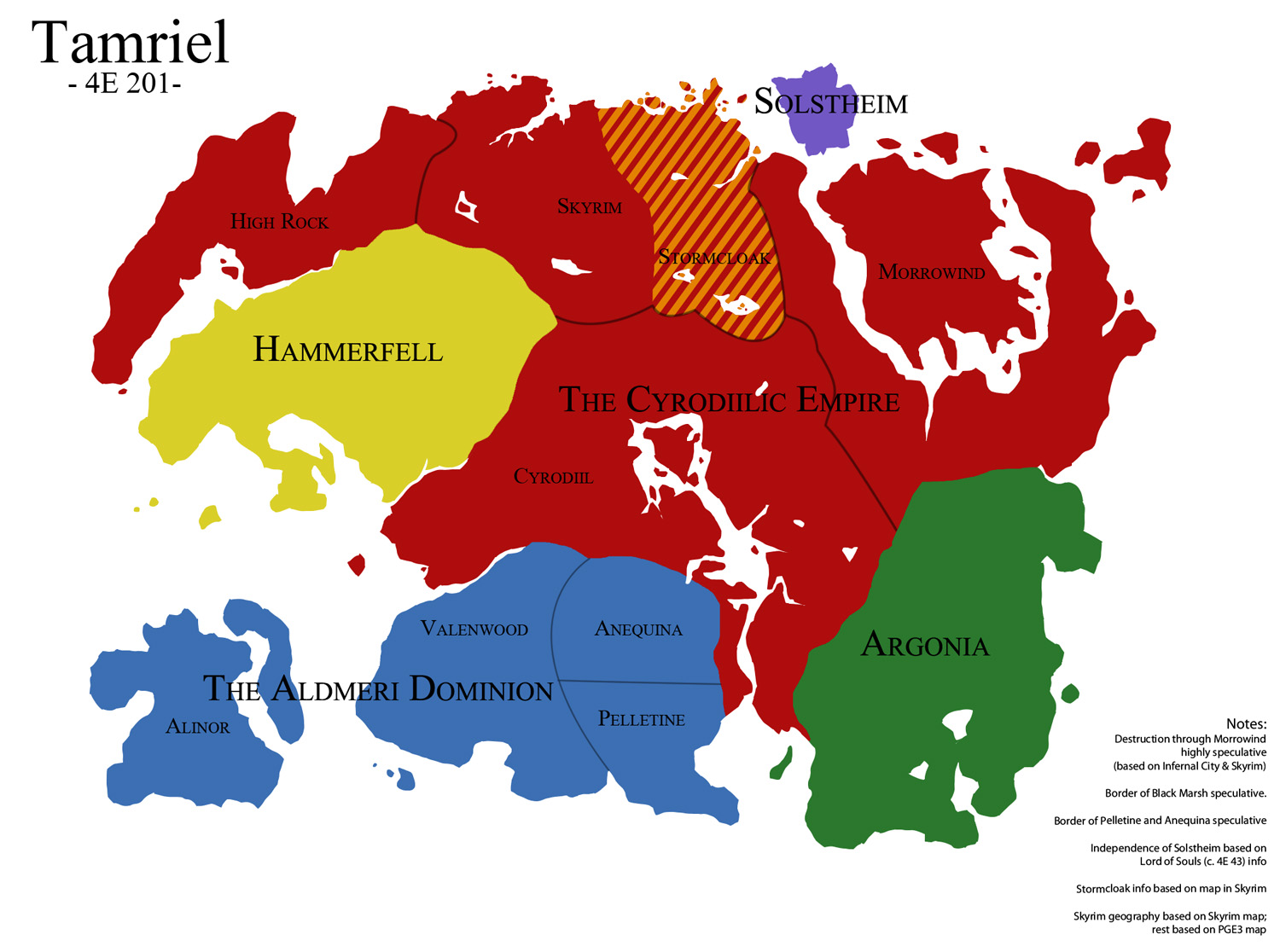
タムリエル大陸のマップ。区分けは第5作『スカイリム』開始時点（第4紀201年）のものである。

タムリエルは9つの地方（州）から構成されており、それぞれにプレイヤーが選択できる10の種族のどれかが主体的に住んでいる。以下、北西部から
ハイロック
大陸北西部の土地。エルフ族の祖先アルドマーと人間族の祖先ネディックの混血（ハーフエルフ）の子孫である人間族ブレトンが住む。第2作『ダガーフォール』の舞台の1つ。
スカイリム
大陸北部の冷寒地帯。人間族ノルドが住む。第5作『スカイリム』の舞台。
モロウィンド
タムリエル大陸の北東部に位置する。ダンマーと呼ばれるダークエルフが住む。第3作『モロウィンド』の舞台。
ハンマーフェル
タムリエル西部の砂漠地帯。褐色肌の人間族レッドガードが住む。第2作『ダガーフォール』の舞台の1つ。
シロディール
大陸中央部に位置し、帝国の首都がある。人間族のインペリアル（帝国人）が住む。第4作『オブリビオン』の舞台。
サマーセット島
大陸西南の沖合にある大きな島。アルトマーと呼ばれるハイエルフが住む。
ヴァレンウッド
大陸西南部の森林地帯。ウッドエルフと呼ばれるボズマーが住む。
エルスウェーア
大陸南部の砂漠地帯。猫型の種族カジートの故郷。
ブラック・マーシュ
大陸南東部にある毒の沼地。トカゲ型の種族アルゴニアンの故郷。
上記以外の10番目の種族としてオークと呼ばれるエルフ族のオーシマーがいる。彼らは元々ハイロックに王国があったが消滅し、現在は大陸各地に点在して暮らしている。
有史以来、数千年が経ち、様々な帝国が大陸を支配してきたが、シリーズはもっぱらシロディール帝国時代、特に第21代皇帝ユリエル・セプティム7世の治世期が舞台となる。シロディール帝国は、スカイリム地方出身のタイバー・セプティムが劇中の暦法で第2紀896年に大陸全土を統一して成立した国家であり、同時に暦法も第3紀0年となる。以降、帝国の支配が続いてきたが、建国から約400年後がシリーズの主要な時代となるユリエル・セプティム7世の治世時代となる。第1作『アリーナ』は劇中の暦法で第3紀389年の話であり、国政を壟断する悪徳宮廷魔術師によって密かに幽閉されていた若き皇帝セプティム7世を救出する物語である。以降、第2作『ダガーフォール』、第3作『モロウィンド』はセプティム7世が主人公に対する任務の命令者として登場する。第4作『オブリビオン』は、第3紀433年の話であり、帝国を亡き者とするカルト教団の陰謀との戦いであり、冒頭で暗殺されるセプティム7世の最期の頼みを受けた主人公が帝都のあるシロディール地方を冒険する物語である。この第4作にて、結果としてセプティム家の直系は途絶え、第3紀は終わりを迎える。第5作『スカイリム』は時代が大きく飛んで第4紀201年のスカイリム地方の物語である。帝国は、特にハイエルフの一派サルモールを始めとする諸勢力の反乱によって弱体化の一途を辿っている。
シリーズタイトルでもある「エルダースクロール」（Elder Scroll、星霜の書）は、タムリエルの過去・現在・未来のすべてが記されているという特殊な書物である。これは、非常に限定的な形で劇中に登場する。基本は「エルダースクロールで予言されていた」というような形で物語が始まる、プロット上の仕掛けであり、エルダースクロール自体は劇中に登場しない。
しかし、第4作『オブリビオン』では、サブクエストである盗賊ギルドのエピソードの最後でわずかに登場する。エルダースクロールは常人が読むと失明してしまうため読む者は限られており、エルダースクロールを読み解くために特別な修練をした聖蚕の僧侶でさえ失明を覚悟で読むもので、盲目となった聖蚕の僧侶らが暮らす場所も登場する。
第5作『スカイリム』は、エルダースクロールに記された最後の出来事とされており、世界を滅ぼすとされる「世界を喰らうもの」の異名を持つ伝説の竜アルドゥインの復活などが記されていたという。また、同作では多くのエルダースクロールが登場し、主人公はおそらくドラゴンボーンという特殊な体質ゆえに、読んでも一時的な目のくらみなどで済む形になっている。

## シリーズとプラットフォーム
以下は Elder Scrolls のメディアの一覧。ゲームのほか、小説などを含む。リリース日順に一覧化されている。

### 1990年代
- The Elder Scrolls: Arena -- 1994年4月 (MS-DOS対応)
- The Elder Scrolls II: Daggerfall -- 1996年8月31日 (MS-DOS対応)
- An Elder Scrolls Legend: Battlespire（英語版） -- 1997年11月30日 (MS-DOS対応)
- The Elder Scrolls Adventures: Redguard（英語版） -- 1998年10月31日 (MS-DOS対応)

### 2000年代
- The Elder Scrolls III: Morrowind -- 2002年5月1日 (Windows, Xbox)
  - Entertainers -- 2002年5月10日
  - Bitter Coast Sounds -- 2002年5月31日
  - Area Effect Arrows -- 2002年5月31日
  - Helm of Tohan -- 2002年6月13日
  - Master Index -- 2002年6月21日
  - Lefemm Armor -- 2002年7月26日
  - Adamantium Armor -- 2002年8月2日
  - Siege at Firemoth -- 2002年9月20日
  - The Elder Scrolls III: Tribunal（英語版） -- 2002年11月6日 (Windows, Xbox (Game of the Year Editionのみ) )
  - The Elder Scrolls III: Bloodmoon -- 2003年6月3日 (Windows, Xbox (Game of the Year Editionのみ) )
- The Elder Scrolls Travels: Stormhold（英語版） -- 2003年 (Java ME (携帯電話向け) )
- The Elder Scrolls Travels: Dawnstar（英語版） -- 2004年 (Java ME (携帯電話向け) )
- The Elder Scrolls Travels: Shadowkey（英語版） -- 2004年11月11日 (N-Gage)
- The Elder Scrolls IV: Oblivion -- 2006年3月20日 (Windows, Xbox 360) 、2007年3月20日 (PS3) 、2007年7月26日 (Xbox 360 日本語版) 、2007年9月27日 (PS3 日本語版)
  - Horse Armor Pack -- 2006年4月3日
  - Orrery -- 2006年4月17日
  - Wizard's Tower -- 2006年4月25日
  - Mehrunes' Razor -- 2006年6月16日
  - Thieves Den -- 2006年5月22日
  - The Vile Lair -- 2006年7月13日
  - Spell Tomes -- 2006年9月1日
  - Fighter's Stronghold -- 2007年10月15日
  - The Elder Scrolls IV: Knights of the Nine -- 2006年11月21日 (Windows, Xbox 360) 、2007年3月20日 (PS3)
  - The Elder Scrolls IV: Shivering Isles -- 2007年3月26日 (Windows, Xbox 360) 、2007年12月8日 (PS3)
  - The Elder Scrolls IV: Oblivion Game of the Year Edition -- 2007年9月11日 (Windows, Xbox 360) 、2007年10月16日 (PS3) 、2010年4月22日 (Xbox 360 日本語版, PS3 日本語版)
  - The Elder Scrolls IV: Oblivion 5th Anniversary Edition -- 2011年7月12日 (Windows, Xbox 360, PS3)
- The Elder Scrolls Travels: Oblivion（英語版） (Mobile) -- 2006年5月2日 (Java (携帯電話向け) ) 、2007年5月17日 (Java (携帯電話向け) 日本語版)
- The Infernal City: An Elder Scrolls Novel -- 2009年11月24日 (小説)
- The Elder Scrolls Travels: Oblivion（英語版） -- 開発中止 (PSP)

### 2010年代
- Lord of Souls: An Elder Scrolls Novel -- 2011年9月23日 (小説)
- The Elder Scrolls V: Skyrim -- 2011年11月11日 (Windows, Xbox 360, PS3) 、2011年12月8日 (Xbox 360 日本語版, PS3 日本語版) 、2012年1月26日 (Windows 日本語版)
  - Creation Kit - 2012年1月7日
  - The Elder Scrolls V: Dawnguard - 2012年6月26日 (Xbox 360) 、2012年7月31日 (Xbox 360 日本語版) 、2012年8月2日 (Windows) 、2012年10月5日 (Windows日本語版) 、2013年2月26日 (PS3) 、2013年3月19日 (PS3日本語版)
  - The Elder Scrolls V: Hearthfire - 2012年9月4日 (Xbox 360) 、2012年10月5日 (Windows) 、2012年10月11日 (Xbox 360 日本語版) 、2012年10月16日 (Windows日本語版) 、2013年2月19日 (PS3) 、2013年3月19日 (PS3日本語版)
  - The Elder Scrolls V: Dragonborn - 2012年12月4日 (Xbox 360) 、2012年12月21日 (Xbox 360 日本語版) 、2013年2月5日 (Windows) 、2013年2月12日 (PS3) 、2013年2月25日 (Windows 日本語版) 、2013年3月19日 (PS3 日本語版)
  - The Elder Scrolls V: Skyrim Legendary Edition - 2013年6月4日 (Windows, Xbox 360, PS3) 、2013年6月27日 (PS3 日本語版, Xbox 360 日本語版) 、2013年7月25日 (Windows 日本語版)　
  - The Elder Scrolls V: Skyrim Special Edition - 2016年10月28日 (Windows, Xbox One, PS4) 、2016年11月10日 (Windows 日本語版, Xbox One 日本語版, PS4 日本語版)
  - The Elder Scrolls V: Skyrim (Nintendo Switch) - 2017年11月17日、2018年2月1日 (日本語版)
  - The Elder Scrolls V: Skyrim Anniversary Edition（英語版） - 2021年11月11日 (Windows, Xbox One, Xbox Series X/S, PS4, PS5) 、2022年9月15日 (Windows 日本語版, Xbox One 日本語版, Xbox Series X/S 日本語版, PS4 日本語版, PS5 日本語版) 、2022年9月29日 (Nintendo Switch 日本語版)
- The Elder Scrolls Online - 2014年4月4日 (Windows, macOS) 、2015年6月9日 (Xbox One, PS4) 、2016年6月23日 (Windows 日本語版, macOS 日本語版) 、2021年6月15日 (Xbox Series X/S, PS5)
- The Elder Scrolls V: Skyrim Pinball（英語版） - 2016年12月6日 (Windows, macOS, Xbox 360. Xbox One, PS3, PS Vita, PS4, Wii U) 、2016年12月8日 (Android, iOS)
- The Elder Scrolls V: Skyrim VR（英語版） - 2017年11月17日 (PS VR) 、2017年12月14日 (PS VR 日本語版) 、2018年4月3日 (Windows 日本語版)
- The Elder Scrolls: Legends（英語版） - 2017年3月9日 (Windows) 、2017年5月31日 (macOS) 、2017年7月27日 (Android, iOS) 、2020年3月12日 (Android 日本語版, iOS 日本語版)

### 2020年代
- The Elder Scrolls: Blades（英語版） - 2020年5月12日 (Android, iOS) 、2020年5月14日 (Nintendo Switch) 、2020年12月22日 (Android 日本語版, iOS 日本語版)